# Popole Misenga
Popole Misenga, né 25 février 1992, est judoka congolais (RDC), sélectionné par le Comité international olympique (CIO) pour faire partie de l'équipe olympique des réfugiés aux Jeux olympiques d'été de 2016 à Rio de Janeiro, au Brésil,.